# Ana María Ayala
Ana María Ayala (Castellón, Comunidad Valenciana, 15 de marzo de 1989) es una actriz española.

## Biografía
Ana María Ayala empezó en el mundo de la interpretación mediante publicidad. En 2012 participó en el videoclip de promoción de Marina D'or de la cantante Merche y en 2013 participó en el videoclip Sugar Wood de la cantante Gisela Lladó.
En el año 2016 llega su debut en el cine como Aurori en la película Nacida para ganar dirigida por  Vicente Villanueva y que le cuesta su primera candidatura como Mejor Actriz Revelación en los Premios Goya. En este mismo año empieza el rodaje de la película Pieles dirigida por el actor y director Eduardo Casanova, conocido como Fidel Martínez en la serie Aída que será presentada este año 2017 en el Festival Internacional de Cine de Berlín, la Berlinale. 
En 2018 debutó en televisión con el personaje de Catalina Rey en la serie de La 1, Centro médico. En 2019 participó en un capítulo de la serie El Pueblo, serie de Telecinco que vio luz el 14 de mayo de 2019 en la plataforma Amazon Prime Video, creada por Alberto Caballero, conocido por ser el creador de Aquí no hay quien viva y La que se avecina. Ese mismo año participó en la serie Señoras del (h)AMPA y en 2020 aparece en la exitosa serie de Movistar+, Vergüenza junto a Javier Gutiérrez y Malena Alterio.

## Vida personal
Nació con acondroplasia, es una displasia ósea ocasionada por un trastorno genético y la causa del 90% de baja estatura desproporcionada, también conocida como enanismo.
Durante el 2022 realizó una entrevista muy personal e íntima con Borja Escalona para Escalona TV donde se abrió y contó como fue su infancia de dura por dicha displasia, sufriendo bullying en el colegio y en la calle. Ha citado "En mi ciudad, en Castellón, donde ya me conocen y saben la enfermedad que tengo, me siguen haciendo bullying, se siguen riendo de mí y me faltan es respeto, luego voy a Madrid y me siento una persona más."

## Filmografía

### Películas
| Año  | Título                 | Papel     | Director           | Notas            |
| ---- | ---------------------- | --------- | ------------------ | ---------------- |
| 2016 | Nacida para ganar      | Aurori    | Vicente Villanueva | Papel secundario |
| 2017 | Pieles                 | Vanesa    | Eduardo Casanova   | Papel principal  |
| 2024 | Historias de Halloween | Mamurraks | Kiko Prada         | Papel secundario |

### Series
| Año  | Título              | Papel          | Cadena    | Notas                                |
| ---- | ------------------- | -------------- | --------- | ------------------------------------ |
| 2018 | Centro médico       | Catalina Rey   | La 1      | Episodio: ¿?                         |
| 2019 | El Pueblo           | Enana filósofa | Telecinco | Episodio: «Este pueblo es una ruina» |
| 2019 | Señoras del (h)AMPA | Azafata        | Telecinco | Episodio: «Señoras empoderadas»      |
| 2020 | Vergüenza           | Rocío          | Movistar+ | Episodio: «Vergüenza nacional»       |
| 2023 | Supernormal         | Periodista     | Movistar+ | Episodio: «La inauguración»          |

### Videoclips
| Año  | Canción                 | Artista      |
| ---- | ----------------------- | ------------ |
| 2012 | Marina D'or (Promoción) | Merche       |
| 2013 | Sugar Wood              | Gisela Lladó |

## Premios
Premios Goya
| Año  | Película          | Categoría               | Resultado |
| ---- | ----------------- | ----------------------- | --------- |
| 2017 | Nacida para ganar | Mejor Actriz Revelación | Candidata |
| 2018 | Pieles            | Mejor Actriz de Reparto | Candidata |